# Церковь Святого Хрисогона (Шибеник)
Церковь Святого Хрисогона (хорв. Crkva sv. Krševana u Šibeniku) — римско-католический храм в старом городе Шибеника, Хорватия. Памятник романской архитектуры, старейшее религиозное здание приморского города. Посвящён святому Хрисогону Аквилейскому.
Церковь основана в XII веке беженцами из Биограда-на-Мору, когда их город был разорён венецианцами. Впервые она упоминается в грамоте венгерского и далматинского короля Андраша Крестоносца в 1200 году. В ту пору церковь Святого Хрисогона располагалась за пределами городских стен Шибеника. Город расширялся и сейчас она в его самом историческом центре.
Службы в храме проводились до Второй мировой войны, когда он был сильно повреждён англо-американскими бомбардировками. После масштабных реставрационно-восстановительных работ 1970-х годов в здании расположился выставочный зал городского музея Шибеника. Сегодня здесь галерея современного искусства. Снаружи церкви у её южной стены установлен старейший в Хорватии колокол, датируемый 1266 годом; он был поднят со дна моря недалеко от острова Силба.
Церковь Святого Хрисогона сложена из местного неоштукатуренного камня и представляет собой однонефную базилику с полукруглой апсидой. Она перекрыта двускатной деревянной крышей под черепичной кровлей, над абсидой — каменная плита. На восточном фасаде — романский главный вход, оформленный люнетом. С южной стороны к церкви примыкает ризница. 
Храм неоднократно перестраивался, XV век обогатил его формы готическими, а XVIII век — барочными деталями. В 1439 году венецианский мастер Антонио Буссато, работавший также в соборе Святого Иакова, пристроил к церкви лестницу с западной стороны. Лестницу разобрали в XIX веке, но от неё сохранился резной рельеф с изображением двух монахов, преклонивших колени перед Богородицей.